# 인천해송초등학교
인천해송초등학교는 대한민국 인천광역시 연수구에 있는 공립 초등학교이다.

## 학교 연혁
- 2007. 02. 22 인천해송초등학교 설립 인가
- 2007. 09. 03 인천해송초등학교 개교식
- 2008. 01. 04 방송실 구축
- 2008. 08. 18 도서관, 제2과학실 완공
- 2009. 01. 20 영어체험센터 완공
- 2011. 01. 14 예절실 구축
- 2011. 11. 29 사교육 절감형 창의경영학교 종결 보고회
- 2012. 06. 12 해송 예절관 개관식 및 현판식
- 2013. 03. 01 경인교육대학교 교육실습학교 지정(~2018,2)
- 2014. 02. 14 제7회 졸업식(남91명, 여75명, 계166명, 총843명)
- 2014. 02. 28 해송 돌봄교실2 구축

## 참고 자료
- 인천해송초등학교 - 한국교육학술정보원 학교알리미